# Усуй Йошіто
Усуй Йошіто (яп. 臼井 儀人, Usui Yoshito, нар. 21 квітня 1958 , Шідзуока  — 11 вересня 2009 , Шімоніта ) — японський художник манґи, відомий за популярною серією Crayon Shin-chan. Народився в місті Сідзуока, префектура Сідзуока, Японія.

## Особисте життя
У 1977 році він закінчив середню технічну школу Касукабе префектури Сайтама (埼玉県立春日部工業高等学校). Після закінчення школи він навчався в коледжі дизайну, але покинув навчання. У 1979 році він приєднався до рекламної компанії під назвою POP Advertising. Він дебютував як карикатурист у 1987 році, коли Weekly Manga Action почали випускати його роботу Darakuya Store Monogatari.
У серпні 1990 року його манґа Crayon Shin-chan почала видання в Weekly Manga Action, серіал розпочався як спін-офф персонажа Шінносуке Нікайдо (二階堂信之介) з Darakuya Store Monogatari. Аніме, засноване на коміксах, почалося в 1992 році, а бум Crayon Shin-chan настав після випуску анімаційного фільму в 1993 році. Протягом року, починаючи з 1995 року, комікс Усуя Super Shufu Tsukimi-San виходив у журналі Manga Life.
Усуй був прихильником Свідків Єгови, і в 1994 році біля його будинку було збудовано церкву. Він був відомим в індустрії тим, що зачитував Новий Завіт цілих 20 хвилин на кожній зустрічі зі своїм видавцем і роздавав їм примірники Біблії як подарунок.
З дружиною виховали двох дочок; обидва виїхали з дому на момент смерті Усуя.

## Смерть

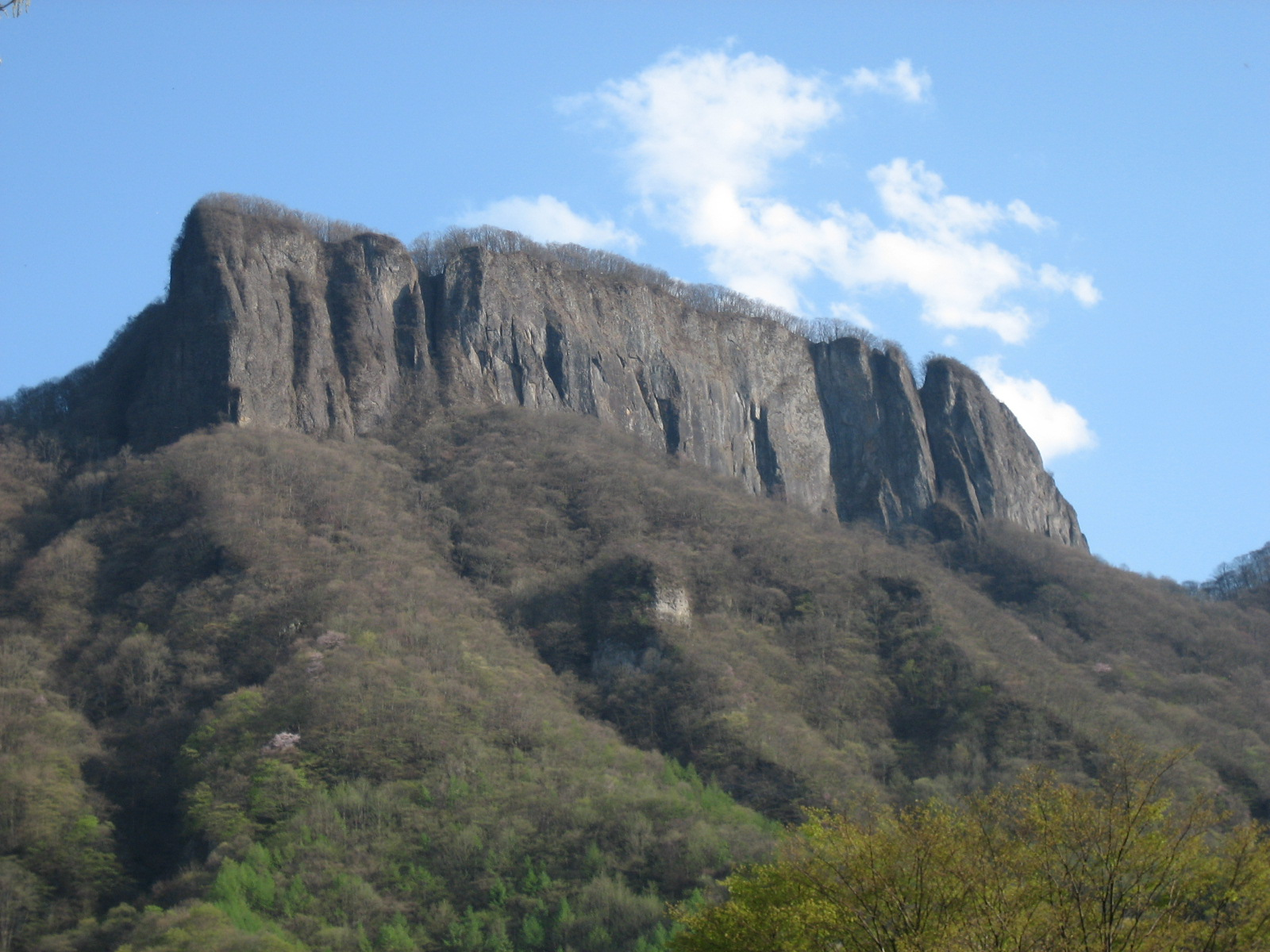
Гора Арафуне, де було знайдено тіло Усуя.

12 вересня 2009 року сім'я Усуя повідомила про те, що він зник з його рідного міста Касукабе, коли Усуй не повернувся з походу в сусідню префектуру Ґумма. 19 вересня 2009 року на дні скелі на горі Арафуне в Ґуммі було знайдено тіло з одягом, який збігався з описаним у звіті, поданому сім'єю Усуя. Наступного дня тіло було ідентифіковано за стоматологічною картою та членами сім'ї як тіло Усуя. Його камеру вилучили, а останній знімок був зроблений зі скелі.
Його похорони відбулися 23 вересня під час приватної служби. У ньому взяли участь три тисячі людей.

## Праці
- 1985 — Darakuya Store Monogatari (だらくやストア物語, Darakuya Sutoa Monogatari)
- 1990 — Office Lady Gumi (おーえるグミ, Ōeru Gumi)
- 1990 — Crayon Shin-chan (クレヨンしんちゃん, Kureyon Shin-chan)
- 1992 — Unbalance Zone (あんBaらんすゾーン, Anbaransu Zōn)
- 1992 — Super Shufu Tsukimi-san (スーパー主婦月美さん)
- 1992 — Scramble Egg (すくらんぶるえっぐ, Sukuramburu Eggu
- 1992 — Kabushiki-gaisha Kurubushi Sangyō 24-ji ((株)くるぶし産業24時)
- 1993 — Usui Yoshito no Motto: Hiraki Naotchau zo! (臼井儀人のもっと ひらきなおっちゃうぞ!)
- 1993 — Hiraki Naotchau zo! (ひらきなおっちゃうぞ!)
- 1993 — Super Mix (すぅぱあ・みっくす, Supā Mikkusu)
- 1993 — Mix Connection (みっくす・こねくしょん, Mikkusu Konekushon)
- 1994 — Usui Yoshito no Buchikama Theater (臼井儀人のぶちかまシアター, Usui Yoshito no Buchikama Shiatā)
- 1998 — Atashira Haken Queen (あたしら派遣クイーン, Atashira Haken Kuīn)
- 2000 — Usui Yoshito Connection (臼井儀人こねくしょん, Usui Yoshito Konekushon)
- 2002 — Shiwayose Haken Gaisha K.K. (しわよせ派遣会社 (株))
- 2008 — Crayon Shin-chan: The Storm Called: The Hero of Kinpoko (映画クレヨンしんちゃんちょー嵐を呼ぶ金矛(キンポコ)の勇者)